# Moulin à vent de l'île Saint-Bernard de Châteauguay
Le moulin à vent de l'île Saint-Bernard de Châteauguay est l'un des 18 derniers moulins à vent du Québec au Canada.

## Histoire
Le moulin à farine de l'île Saint-Bernard est construit entre 1686 et 1688 par Catherine Thierry, veuve de Charles Le Moyne, alors propriétaire de la seigneurie de Châteauguay.
La seigneurie est acquise en 1706 par Zacharie Robutel de La Noue.
En 1765, Marguerite d'Youville, fondatrice des Sœurs de la Charité de Montréal, reçoit en donation la seigneurie. Elle décide alors de construire un moulin à eau alimenté par la rivière Châteauguay. Pour ce faire, elle récupère les pièces utiles du moulin à vent qui est transformé en oratoire dédié à saint Joseph. En 1865, un toit de fer blanc recouvre le moulin menacé de ruine. Il est alors restauré et converti en oratoire nommé Bethléem, maison du pain, et surmonté d'une statue de Saint-Joseph. Cette statue tombe en 1910 en raison d'un ouragan. Elle est remplacée l'année suivante par une réplique en fonte. À partir de 1865, le moulin sert de charnier pour entreposer les corps des religieuses durant l'hiver.
En 2011, le tertre de l'île Saint-Bernard où se trouve le moulin est acheté aux Sœurs Grises par la Ville de Châteauguay. Le moulin est un des plus vieux en Amérique du Nord et le seul au Québec à posséder une porte courbée.
|  |  |

## Galerie

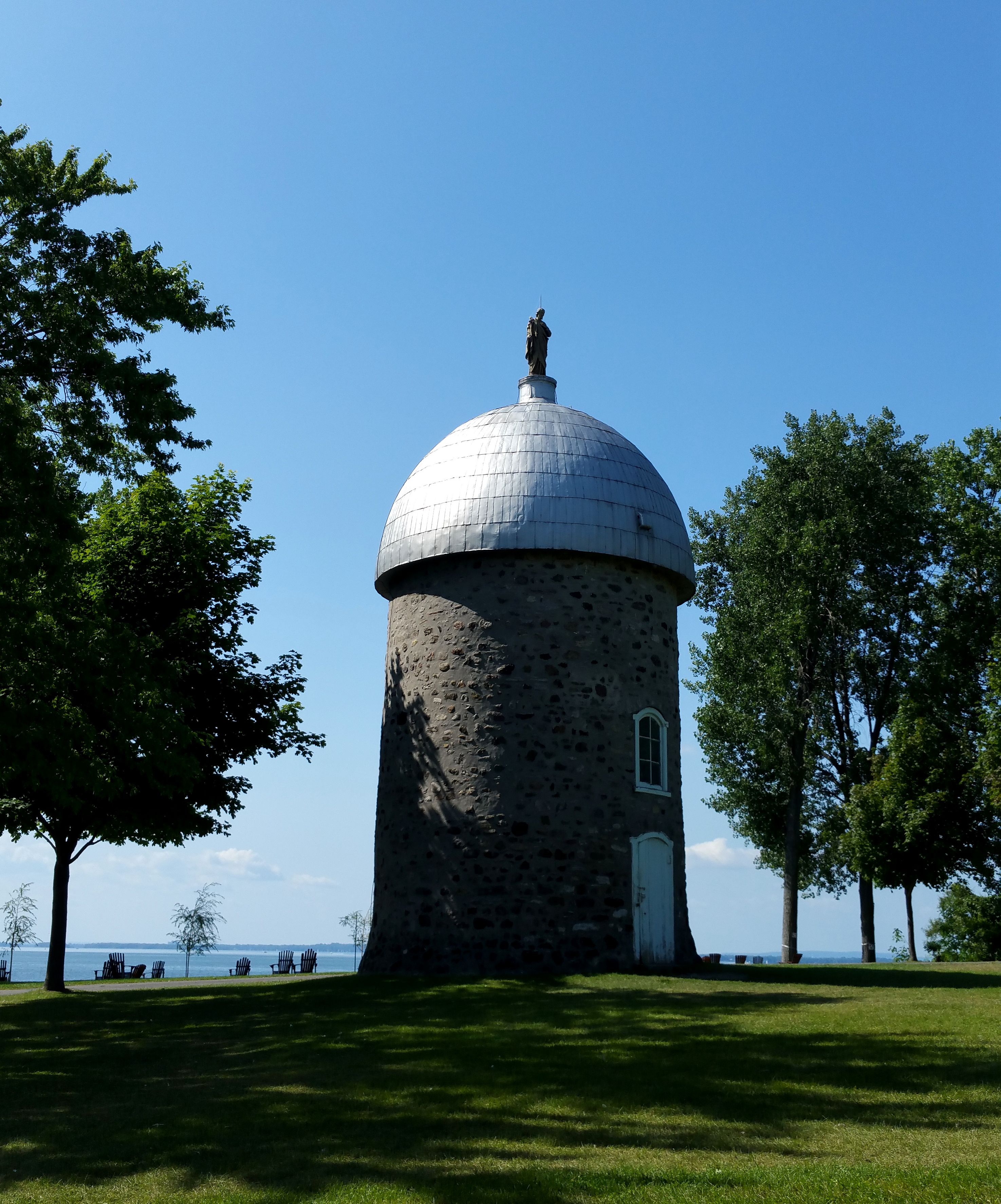
Vue d'ensemble du moulin
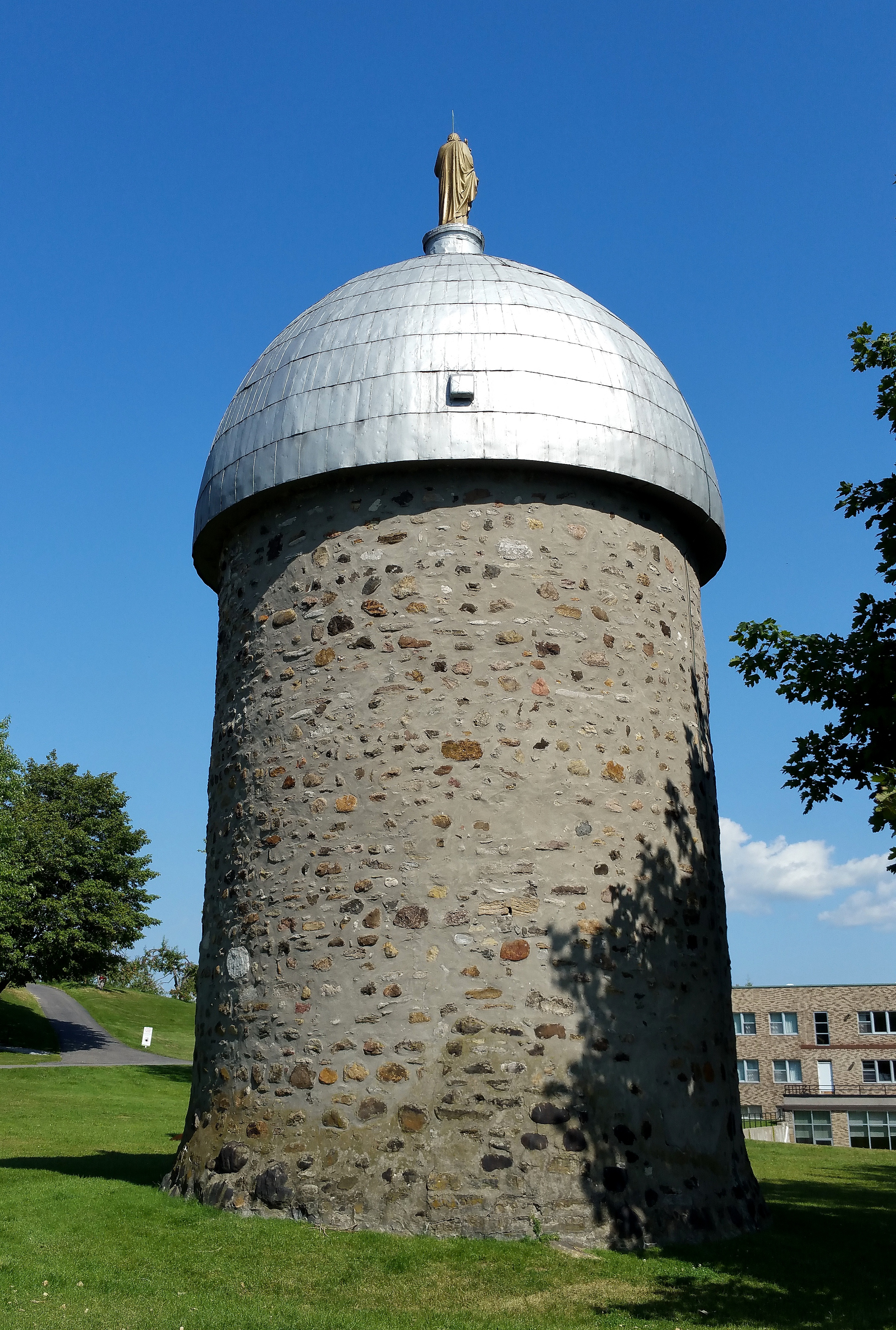
Vue arrière
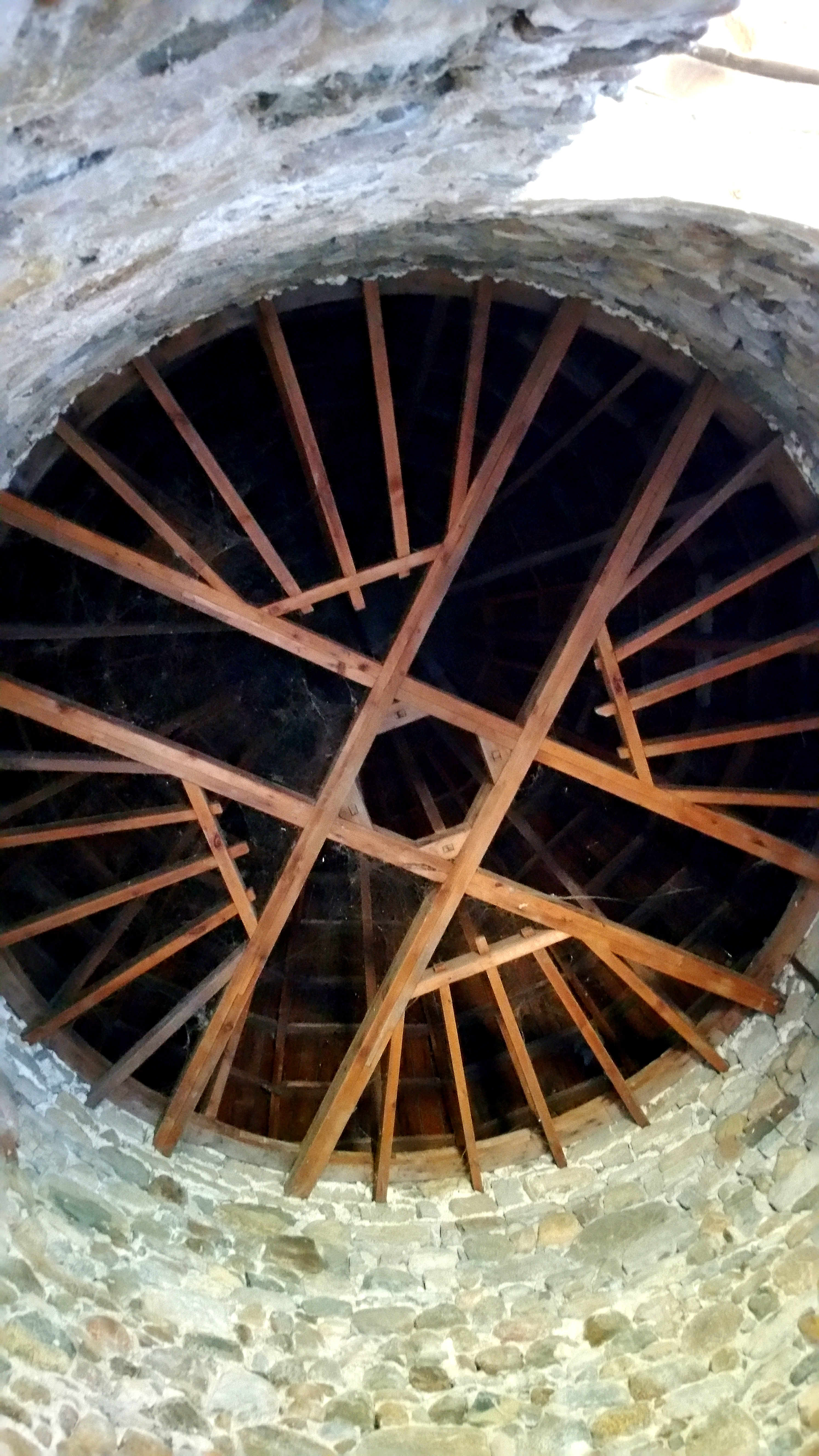
Intérieur du moulin, charpente du toit
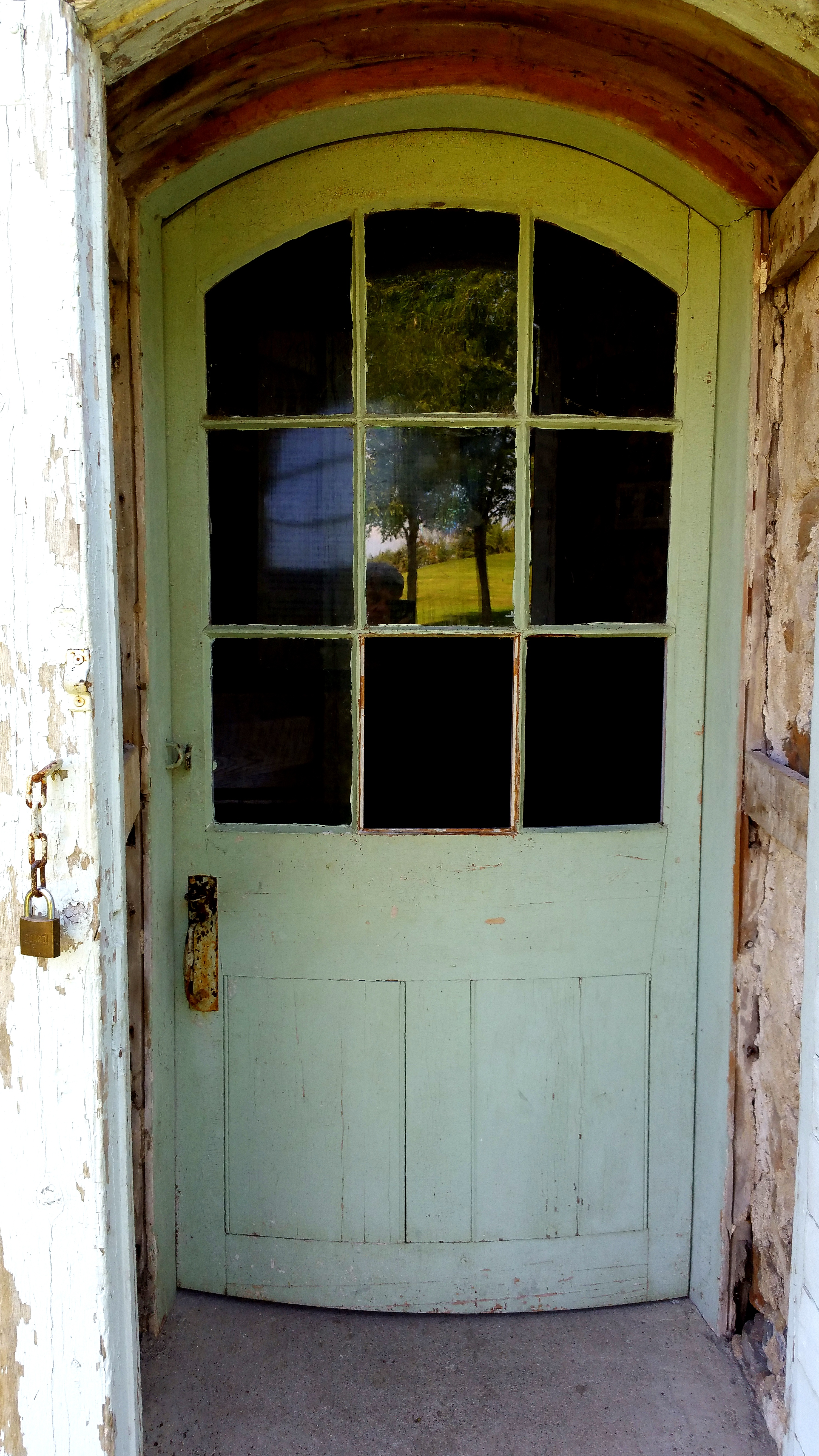
Porte d'entrée courbée
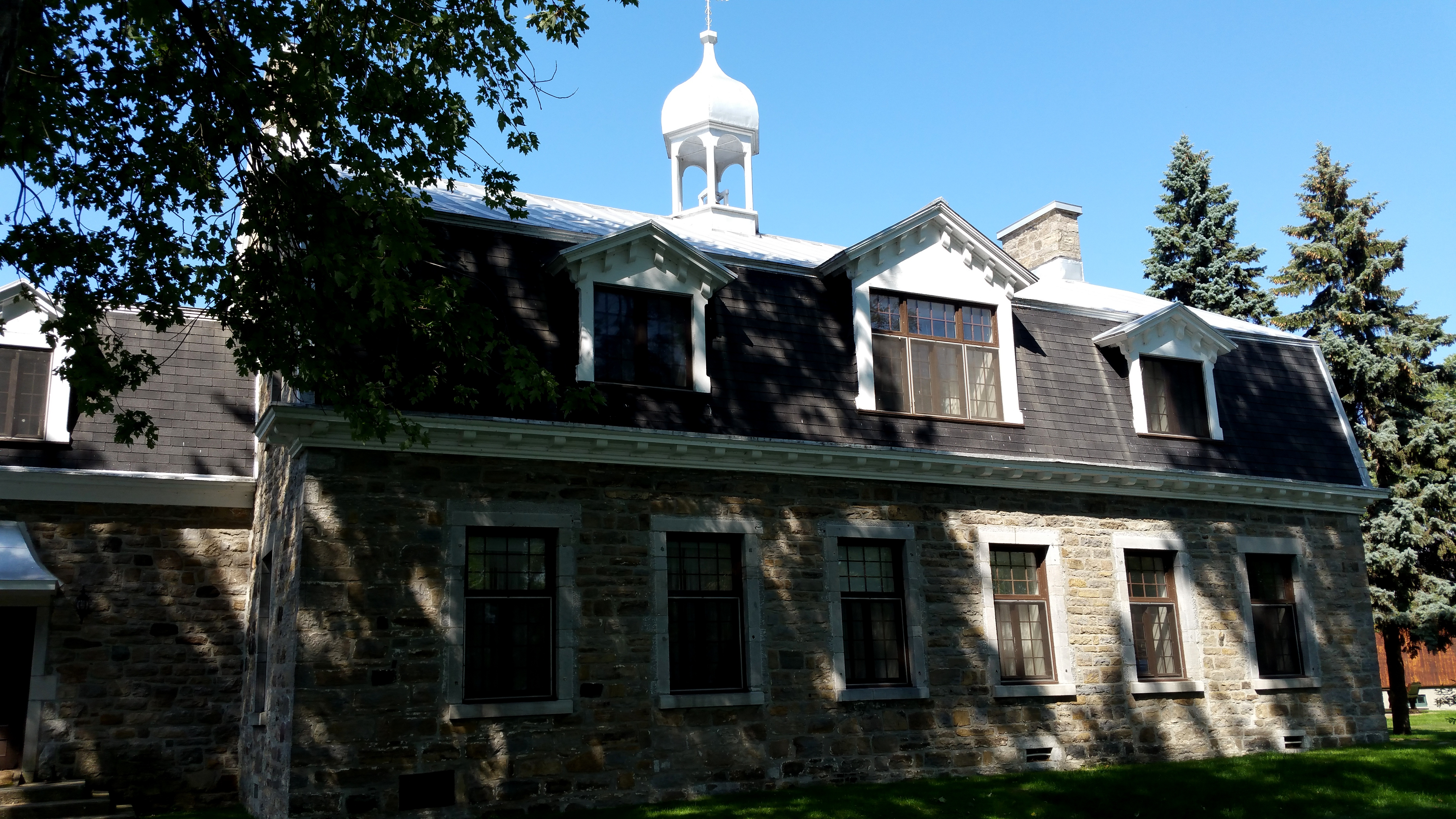
Ancien couvent
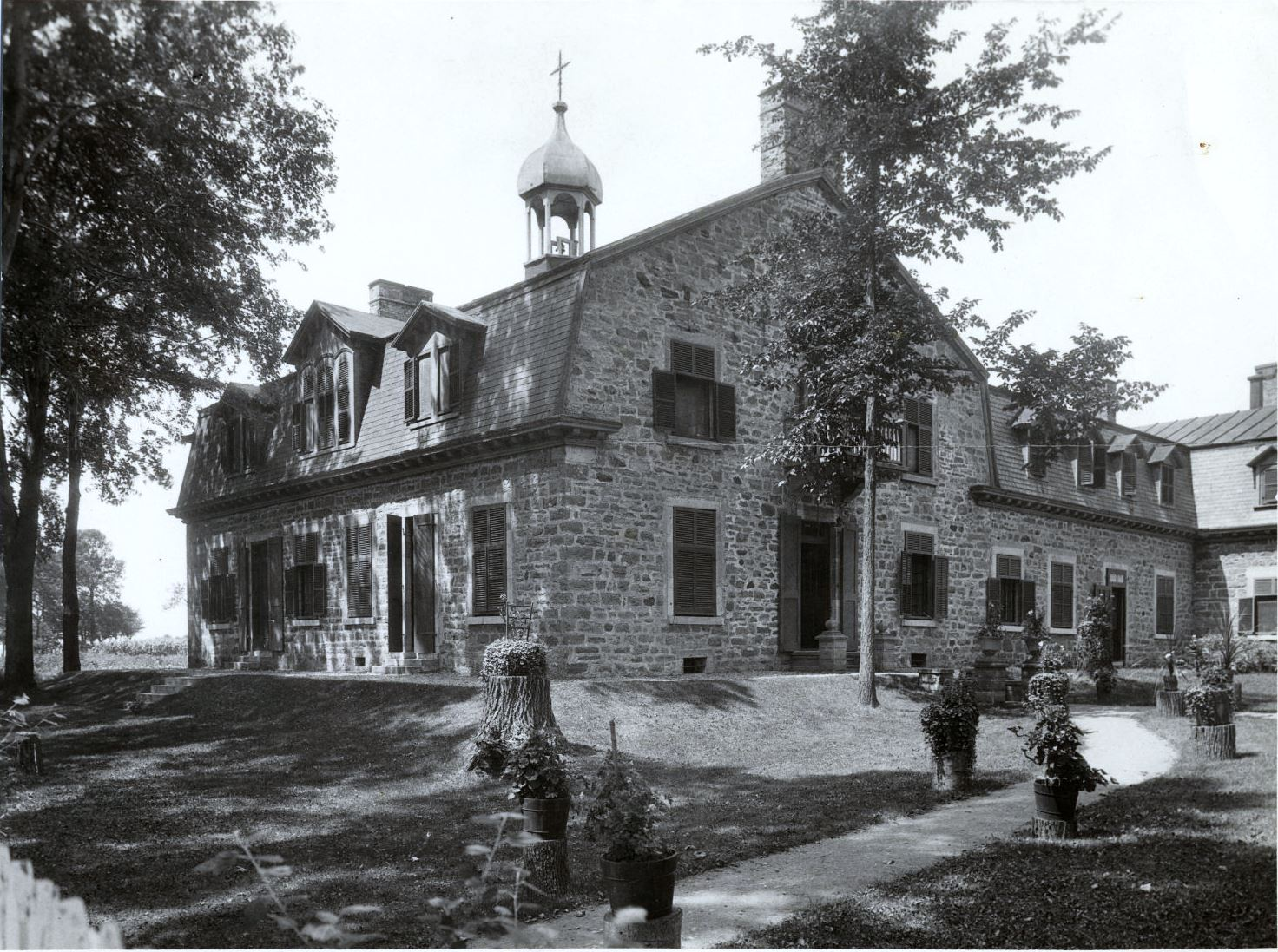
Maison des sœurs grises vers 1925